# Гросер-Кноллен
Гросер-Кноллен (нем. Großer Knollen) — гора в Нижней Саксонии, Германия. Гора расположена в юго-западной части Гарца. Высота — 687,4 м.

## География
Находится к северо-востоку от Херценберга, к северо-западу от Бада-Лаутерберга. Она окружена несколькими другими горами и холмами, которые располагаются на высоте 550—650 м над уровнем моря. Чуть менее 1 км к юго-западу поднимается на высоту 631 м Кляйнер Кноллен.

## Смотровая вышка
Она выходит на окружающие горы Гарца и на Айхсфельд.

## Туризм
Имеется множество туристических троп, в том числе длиной 12 км, проходящая через перевал высотой свыше 600 м со многими прекрасными видами.

## Леса
В настоящий момент покрыта буком, а на более высокой высоте обрастает елями. В 1596 году она была полностью покрыта буком, в 1630 году частично клёном.

## Геология
По пути к вершине в горе можно увидеть красную полосу, которая является порфиром.